# Vanilla pompona
Espèce
Classification phylogénétique
Statut CITES
Statut de conservation UICN

 EN B2ab(iii,v) : En danger
Vanilla pompona, le vanillon, est une espèce de plantes à fleurs monocotylédones de la famille des Orchidaceae, originaire des régions tropicales des Amériques.
Ce sont des lianes épiphytes vivaces, de grande taille, aux racines aériennes et aux grandes fleurs jaune-vert. L'espèce, dont l'habitat naturel est restreint et fragmenté, est classé comme étant « en danger » par l'UICN.
C'est l'une des espèces cultivées pour la production de vanille.

## Description
Vanilla pompona est une liane herbacée grimpante, de grande taille, devenant souvent épiphyte, avec des racines aériennes adventives, qui se développent au niveau des nœuds, et des tiges charnues épaisses, pouvant atteindre 2,5 cm de diamètre et plusieurs mètres de long.
Les grandes feuilles pétiolées, largement oblongues, coriaces, charnues, épaisses, peuvent atteindre 28 cm de long sur 10 cm de large.
Les fleurs sont également grandes, en particulier celles de la sous-espèce grandiflora, aux couleurs pâles, et se caractérisent par un labelle tubulaire, en forme de trompette, jaune brillant à orange. Elles sont groupées en grappes axillaires regroupant de 6 à 8 fleurs.
Les fruits sont des gousses grasses, de 15 cm de long sur 2,5 cm de large.

## Biologie
Selon des observations réalisées au Pérou, cette plante fleurit deux fois par an, pendant environ 30 jours en avril, et à nouveau pendant 30 jours en septembre-octobre. La floraison semble se déclencher après de faibles baisses de température (environ 5 °C).
Le parfum léger et sucré exhalé par ces fleurs attire de nombreuses espèces d'abeilles à orchidées, mais seule Eulaema meriana semble assurer leur pollinisation.

## Distribution et habitat
L'aire de répartition naturelle de Vanilla pompona s'étend du Mexique au nord de l'Amérique du Sud en incluant divers pays de l'Amérique centrale, et en Amérique du Sud, le Venezuela, Trinité-et-Tobago, la Colombie, le Pérou, l'Équateur, le Surinam, le Guyana et la Guyane française ainsi que le Nord du Brésil et la Bolivie. Certaines base de données, telles celle de l'UICN, limitent toutefois cette aire au seul Mexique (qui correspond en fait à la présence de la sous-espèce Vanilla pompona subsp. pompona)
Elle est constituée de plusieurs aires disjointes, correspondant à des formes particulière parfois admises comme sous-espèces :
- Vanilla pompona subsp. pompona : ouest du Mexique ( Nayarit, Jalisco, Colima, Michoacán, Guerrero, Oaxaca, Veracruz) ;
- Vanilla pompona subsp. pittieri :  Amérique centrale (Honduras, Nicaragua, ouest du Costa Rica et côte pacifique du Panama) ;
- Vanilla pompona subsp. grandiflora : Antilles[6], toutefois des spécimens de cette sous-espèce ont également été collectés dans les Guyanes, le Venezuela et au Brésil[7].

Cette espèce est présente dans plusieurs types de forêts tropicales ou subtropicales humides  en plaine ou en basses montagnes, dans les forêts galeries, à feuillage caduc, mi-persistant ou persistant, dans les savanes ainsi que dans des zones inondées. Elle est présente aussi dans les zones saisonnièrement très sèches. On la rencontre du niveau de la mer jusqu'à 1200 mètres d'altitude, mais est plus fréquente entre 300 et 900 mètres d'altitude,.

## Taxinomie

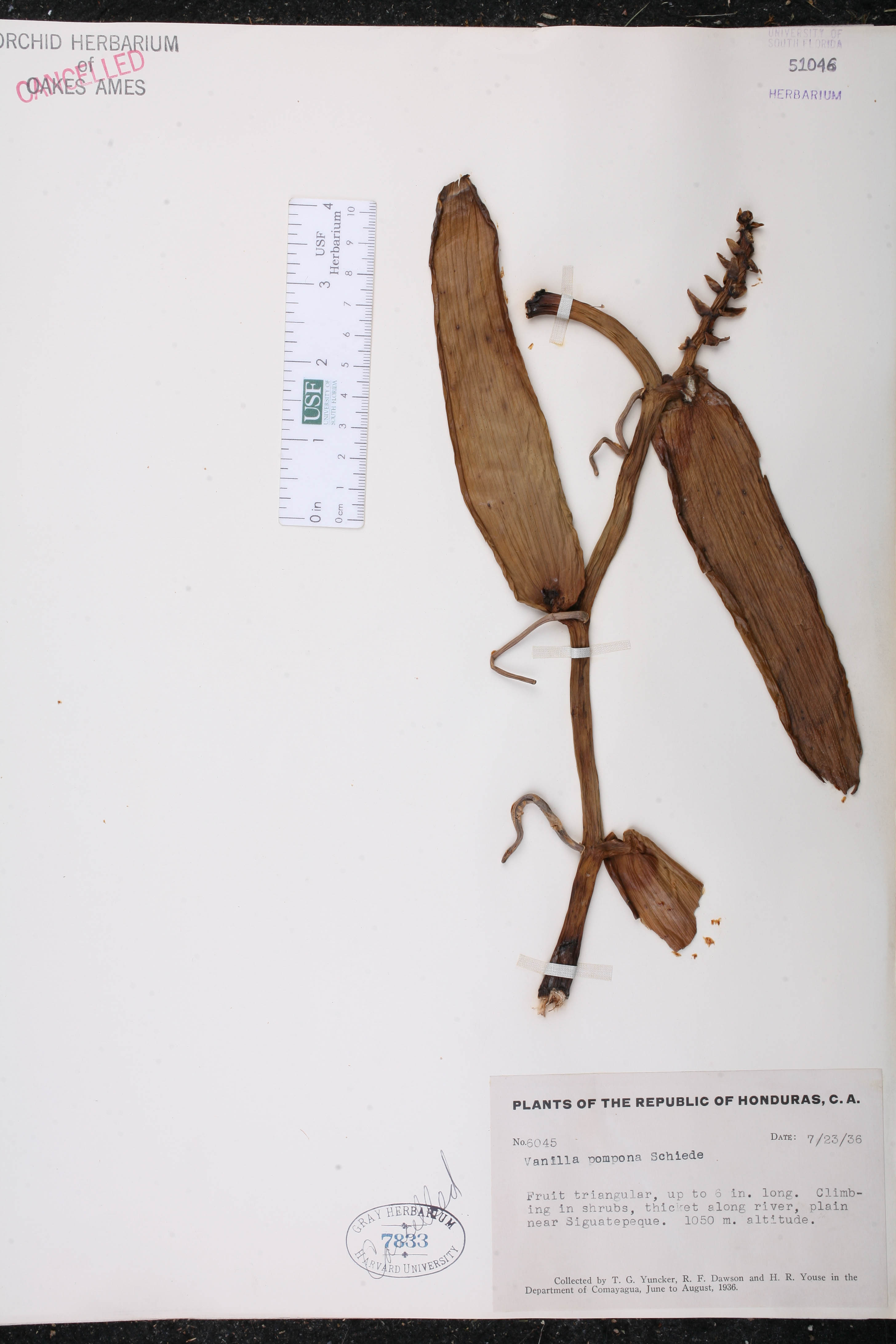
Planche d'herbier.

L'espèce Vanilla pompona a été décrite par le botaniste allemand Christian Julius Schiede et publiée en 1829 dans Linnaea 4: 573–574. La description a été faite sur la base de spécimens stériles   collectés par Schiede au Mexique près de Papantla et Colipa, dans le nord du Veracruz.
L'espèce présente une grande variabilité, et certains taxinomistes considèrent qu'il s'agit d'un complexe d'espèces ou bien reconnaissent trois sous-espèces, Pompona, Pittieri et Grandiflora, qui diffèrent sur le plan morphologique et ont des aires de répartition disjointes : la première se rencontre au Mexique, la seconde en Amérique centrale (Honduras, Nicaragua, Costa Rica et Panama) et la troisième est apparemment naturalisée dans les Antilles.

### Synonymes
Selon The Plant List (16 mars 2019) :
- Notylia pompona (Schiede) Conz.
- Vanilla pompona subsp. pompona

### Liste des sous-espèces
Selon World Checklist of Selected Plant Families (WCSP) (17 mars 2019) :
- Vanilla pompona subsp. grandiflora (Lindl.) Soto Arenas (2010)
- Vanilla pompona subsp. pittieri (Schltr.) Dressler (2010)
- Vanilla pompona subsp. pompona

## Utilisation
Vanilla pompona est l'une des espèces cultivées pour la production de vanille. La qualité de ses gousses est cependant considérée comme inférieure, avec une teneur en vanilline plus faible et une forte odeur de coumarine. Sa palette aromatique propose des notes d'ensemble plus suaves. Ses notes principales étant la réglisse et les feuilles de tabac fraîches. Les fruits sont plus courts et plus arrondis que ceux de l'espèce de référence (Vanilla planifolia).
La plupart du temps, seulement 15 % des gousses fécondées arrivent à maturité. La majeure partie se fendent vers 5-6 mois à cause d'une saturation rapide de sucre et coumarine. Le vanillon est principalement une vanille que l'on retrouve en Guadeloupe.
Cette espèce est principalement cultivée pour le marché local au Mexique, mais est pratiquement absente du  marché international. Elle est plus connue sous le nom de « vanille banane » aux Antilles de par sa forme et reste une espèce extrêmement rare.
Cette qualité reste absente des plus belles épiceries fines à cause de son coût d'achat et de sa très faible production.